# Monarca de Tahití
El monarca de Tahití (Pomarea nigra) és un ocell de la família dels monàrquids (Monarchidae).

## Hàbitat i distribució
Habita els boscos de les terres altes de l'illa de Tahití, a les illes de la Societat.